# یوهانس بنسینگ
یوهانس بنسینگ (به آلمانی: Johannes Benzing) (متولد ۱۳ ژانویه در فیلینگن-اشونینگن؛ درگذشت ۱۶ مارس ۲۰۰۱) ترک‌شناس و دیپلمات آلمانی است. او در زمان ناسیونال سوسیالیسم و جمهوری فدرالی آلمان، دیپلمات بود.